# اسلام قابل‌اف
اسلام قابل‌اف (انگلیسی: Islom Kobilov؛ زادهٔ ۱ ژوئن ۱۹۹۷) بازیکن فوتبال است.
از باشگاه‌هایی که در آن بازی کرده‌است می‌توان به باشگاه فوتبال بنیادکار اشاره کرد.
وی همچنین در تیم‌های ملی فوتبال زیر ۲۳ سال ازبکستان و ازبکستان بازی کرده‌است.